# Pulo Reudeup (Jangka)
Pulo Reudeup is een bestuurslaag in het regentschap Bireuen van de provincie Atjeh, Indonesië. Pulo Reudeup telt 701 inwoners (volkstelling 2010).